# Sint-Gertrudiskerk (Utrecht)
De Sint-Gertrudiskerk is een voormalig kerkgebouw  van de Rooms-Katholieke Kerk in de Nederlandse stad Utrecht, gelegen aan de Amaliadwarsstraat 2B in Rivierenwijk. De kerk werd ontworpen door Wolter te Riele en werd in iets meer dan een jaar tijd gebouwd. Op het feest van Willibrord 7 november 1923 werd begonnen met de bouw en in de kerstnacht 1924 werd de eerste mis opgedragen. Ten bate van de bouw werd een boekje uitgegeven "De liefde van Sinte Geertrui". Ook vóór de Reformatie had Utrecht een Gertrudiskerk; deze ging in 1580 over in protestantse handen en wordt sindsdien Geertekerk genoemd.
In 2010 fuseerde de Gertrudiskerk met vier andere kerken in Utrecht tot de Martinusparochie. De Paasmis van 2018 was de laatste liturgische viering in het gebouw, dat in 2023 werd verkocht en verbouwd tot een sportcentrum en sauna: de Commit Health Club.